# Чжоу Цзянъюн
Чжоу Цзянъюн (кит. 周江勇, род. в сентябре 1967, Нинбо, Чжэцзян) — бывший китайский политический деятель и бывший член Коммунистической партии Китая. В августе 2021 года подал в отставку с поста секретаря (главы) парткома КПК города Ханчжоу в ходе проверки его деятельности, проводимой Центральной комиссией КПК по проверке дисциплины. Стал первым после 19-го съезда КПК чиновником министерского уровня в провинции Чжэцзян, обвинённым в коррупции и злоупотреблении служебным положением.

## Биография
Родился в сентябре 1967 года в городе Нинбо, провинция Чжэцзян.
После окончания средней школы в 1985 году работал учителем в школе города Цзяншань.
Политическую карьеру начал с назначения в декабре 1988 года членом Постоянного комитета Иньского уездного комитета Коммунистического союза молодёжи Китая. В январе 2001 года стал заместителем главы округа Инь. В сентябре следующего года назначен одновременно на две должности: главой уезда Сяншань и заместителем секретаря парткома КПК Сяншани. В марте 2013 года вступил в должности мэра города Чжоушань, занимав её до февраля 2017 года, после чего до мая 2018 года работал секретарём парткома КПК города Вэньчжоу.
В мае 2018 года переведён на пост секретаря (главы) горкома КПК Ханчжоу.
19 августа 2018 года городской чиновник Ма Сяохуэй, один подчинённых Чжоу Цзянъюна, дал первые показания Государственной надзорной комиссии Китая (ГНК), вследствие чего уже 21 августа против Чжоу Цзянъюна Центральной комиссией КПК по проверке дисциплины и ГНК было возбуждено официальное следствие.
В том же месяце Чжоу Цзянъюн подал в отставку с поста секретаря горкома КПК, после чего местный филиал Государственной надзорной комиссии заявил об устранении «проблем в отношениях семей, государства и бизнеса, в течение трёх последних лет опутывавших не только всех муниципальных сотрудников, но и вышедших на пенсию бывших руководителей кадровых служб муниципального управления городом».
27 января 2022 года официально исключён из Компартии Китая.

## Семья
Супруга работает заместителем секретаря и главным контролёром Сельского коммерческого банка Нинбо. Сотрудники банка указывали на нарушения трудового распорядка, а также о её заработке в десятки миллионов юаней в год.
Младший брат Чжоу Цзяньюн (кит. 周健勇) — доцент Школы менеджмента Шанхайского технологического университета, одновременно — бизнесмен. Является акционером четырёх компаний (включая Ningbo Yongrun Industry and Trade Technology Co., Ltd.), ведёт бизнес в нефтехимической промышленности, сфере электронных платежей и биг-дате.
Чжоу Вэньюн (кит. 周文勇) и его старшая сестра — бизнесмены. Чжоу контролировал 13 компаний, деятельность которых охватывала продажи товаров в электроэнергетической, нефтехимической, автомобильной сферах, банковские инвестиции, предоставление банковских гарантий, управленческий консалтинг и другие, сосредоточенные главным образом в районах Иньчжоу и Хайшу города Нинбо, провинция Чжэцзян. Оба были арестованы в 2022 году.